# Storm - Una tempesta a 4 zampe
Storm - Una tempesta a 4 zampe (Storm) è un film del 2009 diretto da Giacomo Campeotto.

## Trama
Freddie è un ragazzo di dodici anni che vive con suo padre, un ufficiale della polizia.
Un giorno trova un cane, maltrattato dal suo padrone, durante una tempesta, e ci si affeziona tanto da portarlo via e lo chiama Storm. Lo porta a casa, cercando di convincere il padre a tenerlo. Quando però il padrone di Storm scopre dell'accaduto, pretende di essere risarcito dei danni. Per guadagnare qualcosa, Freddie si dedica ad alcuni lavoretti e quando scopre delle abilità particolari del cane, lo fa partecipare ad una competizione che prevede un premio in denaro, sufficienti per acquisire il cane.